# Vir Cano
Vir Cano (Quilmes, 1978) é uma pessoa escritora, doutorada em filosofia, e docente universitária argentina. Tem publicado vários livros de sua autoria e coautoría, assim como editado e compilado em outras publicações. Desenvolve também estudos de investigação e é ativista pelos direitos LGBT e das mulheres. Identifica-se como pessoa não binária e utiliza ambos pronomes "elle" e "ela".

## Biografia
Em 1993 quando tinha 14 anos de idade, perdeu o seu irmão mais velho, então com 20 anos, vítima num acidente automobilístico. Este facto foi determinante na sua vida e formação, marcando um processo de luto ao longo de anos, que culminou na sua obra Dar (el) duelo: Notas para septiembre, no qual também encausa o luto pelo seu género e identidade feminina.
Após a publicação da obra, começou a utilizar o nome Vir Cano, identificando-se como uma lésbica masculina não binária. Utiliza ambos os pronombres "elle", considerado neutro em castelhano, e "ela".

## Carreira

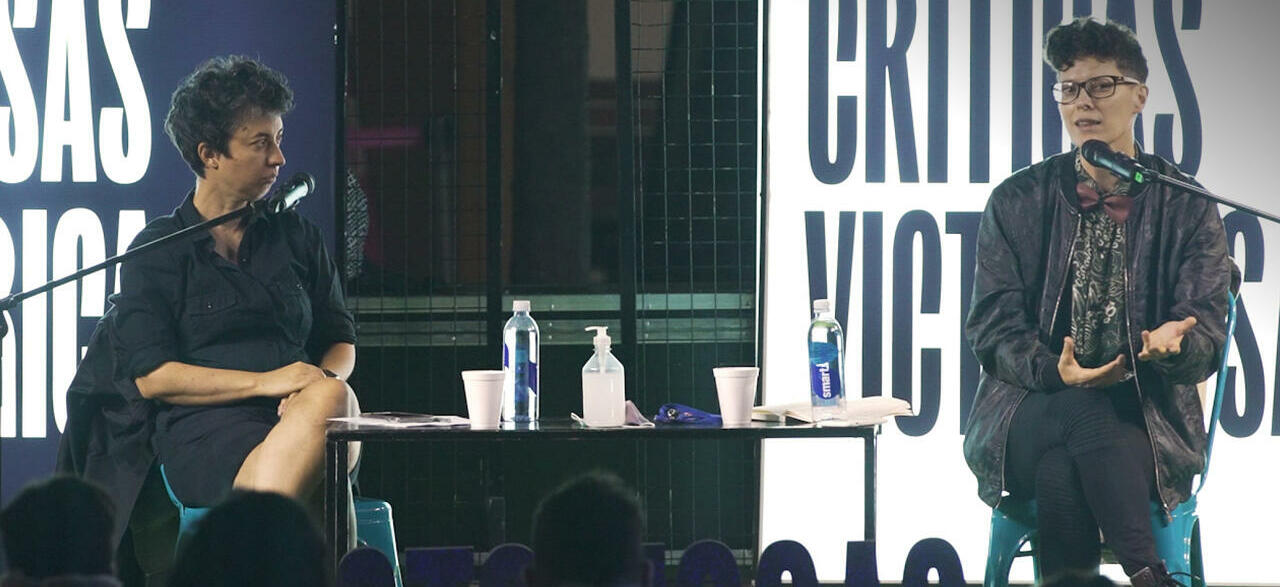
Conversa com Vir Cano moderada por Silvina Giaganti no Centro Cultural Recoleta, 2021

Em 2005, recebeu o diploma de honra pela sua licenciatura em Filosofia da Faculdade de Filosofia e Letras (Universidade de Buenos Aires) e em 2010 o doutorado pela mesma faculdade, exercendo pouco depois como professor adjunto de Ética e Problemas especiais de Ética na mesma universidade, sendo ainda membro do Instituto de Investigações de Estudos de Género de dita instituição.
É também docente na Universidade Nacional de Lanús e na Universidade Nacional de Três de Fevereiro na Maestría em Estudos e Políticas de Género, e investigadora assistente no CONICET na disciplina de Filosofia.
Como autora, tem escrito em vários meios como a revista Anfibia e Página/12, assim como participado em palestras na Argentina e outros países.

### Estilo e influências
Na sua escrita, Vir Cano centra-se em temas como o luto, a dor, a vida e a morte, ou o amor e a amizade, e como estes temas se relacionam com a lógica capitalista e patriarcal, criticando e reflexionando sobre os mandatos hetero-cis-mono-normativos, capacitistas e individualistas.
A sua filosofia tem tido grande influência da obra do filósofo Friederich Nietzsche

Nietzsche é um desses autores que me marcaram como fogo. Apesar de há anos não me dedicar à sua filosofia, há algo seu que sempre me acompanha. (...) é um filósofo de risco, de emoção, de dúvida e de corrosão; é um intelectual que lança a suspeição e a subversão nas ferramentas do pensamento e da sua transformação. Não sei se fui um bom discipúlo, mas com sorte, algo desse espírito de revolta e de crítica atravessa os meus escritos.— Vir Cano, 2021
Também tem tido influência teórica de Jacques Derrida, Mónica Cragnolini, Marlene Wayar e Judith Butler.

## Activismo
É ativista LGBT, com especial ênfase na defesa dos direitos das lésbicas, considerando-se a si como militante lésbica e feminista.
A 26 de março de 2015, participou ao lado de Marta Dillon na maratona de leitura Ni una menos, (antecedente ao movimento Ni una menos) onde leram o seu ensaio Que la rabia nos valga.

## Livros
- Ética tortillera: ensaios em torno do êthos e a língua das amantes (2015) ISBN 9873861017, ISBN 9789873861017
- Nietzsche (2016) ISBN 9505566840, ISBN 9789505566846
- Vidas em luta. Conversas (2019) coautoría ISBN 8415917376, ISBN 9788415917373
- Ninguém vem sem um mundo (2018) edição ISBN 978-987-3861-19-2
- Dar (o) duelo: Notas para setembro (2021) ISBN 9505568053, ISBN 9789505568055
- Rascunho para uma cartilha do desacato (2021) ISBN 9873861513, ISBN 9789873861512
- Po/éticas afectivas: Apontes para uma re-educação sentimental (2022) ISBN 9789505568772[23]

### Publicações
- Estudios Nietzsche (España)
- Instantes y Azares
- Escrituras nietzscheanas
- Gente rara
- Arte, cultura y disidencia sexual (Venezuela)
- Labrys
- Estudos feministas (Brasil)
- Judith Butler, su filosofía a debate. Co-compilação

## Filmografia
- Mala reputación (2022) Documentário[24]